# 장문복
장문복(張文福, 1995년 4월 11일~)은 대한민국의 래퍼이다. 대구제일고등학교를 졸업했다. 평리중학교 재학 시절인 2010년에는 《슈퍼스타K 시즌 2》에 출연해 개성있는 랩(아웃사이더의 '스피드 레이서')을 선보여 관심을 끌었다.
2019년 7월 9일 화요일 6인조 그룹 리미트리스로 데뷔했다.

## 학력
- 동도중학교 (전학)
- 평리중학교 (졸업)
- 대구제일고등학교 (졸업)
- 대신대학교 (중퇴)

## 음악 작품

### 싱글
- "힙통령" (2016)
- "곡성" (2016)
- "췍 (힙통령 사운드)" (2016)
- "같이 걸을래" (2017)
- "겁먹지마" (2017)
- "RED" (2018)
- "리얼팩트" (2018)
- "곡성2018" (2018)

### 피처링
- "Lovely Tonight" (2011, 공태영 곡)

### 참여
- "나야 나 (PRODUCE 101)" (2017)
- "I Know You Know (월하소년)" (2017)

## 출연 작품

### 드라마
- 《칠전팔기 구해라》 (2015) - 1화 카메오
- 《안투라지》 (2016) - 7화 카메오
- 《보그맘》 (2017) - 6화 카메오
- 《악동탐정스 시즌2》 (2018) - 오찬영 역
- 《오지는 녀석들》 (2019) - 문동한 역

### 텔레비전 프로그램
- 《슈퍼스타K2》 (2010) - 참가자
- 《음악의 신》 (2012) - 2화 게스트 출연
- 《SNL 코리아 7》 (2016) - 13화 특별 출연
- 《음악의 신 2》 (2016) - 9화 게스트 출연
- 《PRODUCE 101 시즌 2》 (2017) - 참가자
- 《SNL 코리아 9》 (2017)
- 《슈퍼맨이 돌아왔다》 (2017) - 191&192화
- 《열정 같은 소리》 (2017) - 고정 출연자 (7화 까지)
- 《자기야 백년손님》 (2017) - 402화
- 《국가가 부른다》 (2022) - 게스트

### 라디오 프로그램
- 《공태영의 매직? 뮤직!》 (2011) - 고정 출연자
- 《정오의 희망곡》 (2017) - 게스트
- 《최화정의 파워타임》 (2018) - 게스트

### 뮤직비디오
- 〈Become Stronger〉 (2016, 아웃사이더)
- 〈진짜가 나타났다〉 (2017, 엔플라잉)

### 광고
- LG유플러스 (2015)
- 로레알파리 (2017)
- 세븐나이츠 (2018)

## 장문복을 연기한 배우

### 예능
- SNL 코리아 (tvN) - 이세영